# Instytut Pedagogiki Uniwersytetu Rzeszowskiego
Instytut Pedagogiki Uniwersytetu Rzeszowskiego – instytut badawczo-dydaktyczny Wydziału Pedagogiki i Filozofii Uniwersytetu Rzeszowskiego. Do 31 grudnia 2024 był jednym z pięciu instytutów dawnego Kolegium Nauk Społecznych UR.

## Kierunki kształcenia
Źródło:
- Pedagogika
- Pedagogika przedszkolna i wczesnoszkolna
- Pedagogika specjalna
- Nauki o rodzinie

## Władze Instytutu
- Od 2025[3]:
  - Dyrektor: dr hab. Jadwiga Daszykowska-Tobiasz, prof. UR
- W roku akademickim 2019/2024[4]:
  - Dyrektor: dr hab. Ryszard Pęczkowski
  - Zastępca Dyrektora ds. nauki i jakości kształcenia: dr hab. Marta Wrońska
  - Zastępca Dyrektora Instytutu ds. dydaktycznych i organizacyjnych: dr hab. Marta Uberman

## Struktura organizacyjna
Źródło::
- Katedra Pedagogiki Specjalnej
- Katedra Badań Szkoły i Mediów
- Katedra Profilaktyki Społecznej i Resocjalizacji
- Katedra Pedagogiki Społecznej
- Katedra Pedagogiki Przedszkolnej i Wczesnoszkolnej
- Katedra Historii i Teorii Wychowania
- Zakład Pedagogiki Opiekuńczo-Wychowawczej
- Zakład Nauk o Rodzinie
- Zakład Dydaktyki Ogólnej